# William Foster
William „Willie” Foster (Haslingden, 1890. július 10. – Fylde, 1963. december 17.) olimpiai bajnok angol úszó.